# Прогрессивный союз Меланезии
Прогрессивный союз Меланезии (Меланезийский прогрессивный союз, фр. Union progressiste en Mélanésie, UPM) — левая политическая партия Новой Каледонии, основанная в 1974 году. Борется за независимость этой территории, являясь компонентом Канакского социалистического фронта национального освобождения (КСФНО) и Национального союза за независимость.
Пользуется поддержкой среди коренного населения, в основном на севере и западе острова, где в деревне Пойя родился его покойный основатель Эдмон Некириаи. В своё время занимал леворадикальные позиции, придерживался троцкистской ориентации и сотрудничал с Революционной коммунистической лигой, ныне ориентируется на французскую Социалистическую партию.

## История
Прогрессивный союз Меланезии был основан под первоначальным названием Многорасовый прогрессивный союз (Union Progressiste Multiraciale) диссидентами (включая Эдмона Некириаи, Андре Гопоэа и Франсуа Неоере) из Многорасового союза — партии, основанной канаками, бывшими членами Каледонского союза, оппозиционными Морису Ленорману. В 1977 году партия получила свое нынешнее название.
Первоначально расположенный на крайнем левом политическом фланге, близкий к троцкистским движениям метрополии, в частности, к Революционной коммунистической лиге, Прогрессивный союз быстро выбился в авангард борьбы за независимость, нацелив свои действия в направлении перераспределения земель в пользу меланезийских крестьян. Прогрессивный союз (и Партия канакского освобождения, или Палика) ныне декларирует демократический социализм, однако занимает более радикальные левые позиции, чем его партнер Каледонский союз.
Член-основатель Фронта независимости (FI) с 1979 года, а затем Канакского социалистического фронта национального освобождения с 1984 года, Прогрессивный союз был в центре событий 1980-х годов.
Тем не менее, как и другие компоненты КСФНО, которые изначально считались радикальными, как, например, Палика, ПСМ после подписания Матиньонского и Нумейского соглашений существенно умерил свои требования. Более того, его политический вес ныне уменьшился до роли традиционного сателлита Палика в Национальном союзе за независимость. Лидер Прогрессивного союза Виктор Тутугоро с 2001 по 2010 год занимал должность представителя политического бюро КСФНО и, следовательно, единственным официальным лицом фронта, поскольку у того больше не было единого президента. На этом посту он пытался примирить две основных составляющих КСФНО — Палика и Каледонский союз, — агитируя их найти точки соприкосновения и положить конец своим внутренним разногласиям.

## Руководство и деятели
Президент и генеральный секретарь Прогрессивного союза избираются съездом наряду с остальными членами национального исполнительного совета (центрального комитета). Действующий президент союза Виктор Тутугоро, избранный XXVIII съездом, проведённым у племени Порт-Буке в Тио 20 ноября 2011 года — подписант Нумейского соглашения, многолетний представитель партии и единственный её член, избранный в Ассамблею Северной провинции с 2004 года. Он выступает за тесный союз с Партией освобождения канаков (Палика) Поля Неаутиина — в отличие от своего предшественника Ги Паскаля, близкого к Каледонскому союзу Шарля Пиджо.
Генеральным секретарём является Рене Пору, бывший депутат Северного региона вместе с Жаном-Мари Тжибау с 1985 по 1988 год, с 2014 года ставший 1-м заместителем мэра Пума. Рене Пору входил в группу переговорщиков, ответственных за подготовку Нумейского соглашения в 1996—1998 год, когда было подписано Нумейское соглашение. Он был частью последней миссии Мониторингового комитета Соглашения Нумеа, которая проходила в Париже в конце июня 2010.

### Список президентов партии
1. 1974 — 1996: Эдмон Некириаи (Пойя)
2. 1996 — 2001: Виктор Тутугоро (Понериуэн)
3. 2001 — 2002: Андре Гопоэа (Понериуэн)
4. 2002 — 2010: Ги Муреуреу-Гуан (Пойя)
5. 2010 — 2011:: ий Паскаль Ти)
6. С 2011: Виктор Тутугоро (Понериуэн)

### Прочие персоналии
Двумя историческими фигурами партии являются Эдмон Некириаи (до его несогласия с вступлением в Федерацию индепендистских координационных комитетов, вместе с Леопольдом Жордье, Франсуа Бурком и Рафаэлем Мапу) и Андре Гопоэа. Последний — единственный из остающихся поныне в руководстве отцов-основателей, и единственный мэр, избранный под вывеской партии (с 2001 года). В 1982-1984 годах был членом Управляющего совета Жана-Мари Тжибау, отвечая за образование, культуру, молодежь, спорт, досуг, окружающую среду, качество жизни и СМИ, а также за отношения с Лигой народного образования, Меланезийским культурным институтом, руководством Тихоокеанского фестиваля искусств и обществом FR3; в 1984-1988 годах — министр внутренних дел и коммуникаций во Временном правительстве Жана-Мари Тжибау.
Партия прочно обосновалась в коммуне на островах Белеп, противоборствуя с FCCI (ещё одной партией за независимость, но более умеренной): с 2001 по 2008 год она контролировала ратушу, а затем составляла муниципальную оппозицию под руководством Жана-Батиста Муалу. Прогрессивный союз также возглавлял местное самоуправление Пойи в 1983—1995 годах.